# Rock Cup de 2015
A Rock Cup de 2015 foi a 61ª edição do torneio organizado pela GFA, começou em 7 de janeiro e terminou em abril.
Nessa temporada, o Lincoln Red Imps conseguiu manter a posse do troféu de campeão, pois venceu o torneio em 2014.

## Fase Inicial

### Primeira fase
| Equipe 1         | Resultado  | Equipe 2            |
| ---------------- | ---------- | ------------------- |
| Angels           | 1–1(5-4 p) | Mons Calpe          |
| Gibraltar United | 1–0        | Leo Parrilla        |
| Pegasus          | 0–8        | Gibraltar Scorpions |
| Cannons          | 0–7        | Europa Point        |
| Olympique 13     | 0–1        | Boca Juniors        |
| Hound Dogs       | 2–3        | Magpies             |

## Fase Final

### Oitavas de Final
| Equipe 1                     | Resultado | Equipe 2            |
| ---------------------------- | --------- | ------------------- |
| Lynx                         | 5–0       | Boca Juniors        |
| College Europa Football Club | 2–1       | Manchester 62       |
| Lions Gibraltar              | 2–0       | Glacis United       |
| Gibraltar United             | 1–6       | Lincoln Red Imps    |
| Red Imps                     | 0–3 w/o   | Gibraltar Scorpions |
| Angels                       | 0–2       | Britannia XI        |
| St Joseph's                  | 3–0       | Magpies             |
| Europa Point                 | 5–0       | Gibraltar Phoenix   |

### Quartas de Final
| Equipe 1                     | Resultado | Equipe 2            |
| ---------------------------- | --------- | ------------------- |
| St Joseph's                  | 2–1       | Lions Gibraltar     |
| Britannia XI                 | 2–0       | Gibraltar Scorpions |
| Europa Point                 | 1–2       | Lynx                |
| College Europa Football Club | 0–1       | Lincoln Red Imps    |

### Semifinais
| Equipe 1         | Resultado | Equipe 2    |
| ---------------- | --------- | ----------- |
| Lincoln Red Imps | 2–0       | St Joseph's |
| Britannia XI     | 1–2       | Lynx        |

### Final
| Equipe 1         | Resultado | Equipe 2 |
| ---------------- | --------- | -------- |
| Lincoln Red Imps | 4 – 1     | Lynx     |

## Premiação
| Rock Cup de 2015                   |
| ---------------------------------- |
| Lincoln Red Imps Campeão 9º título |